# Mikel Loinaz Balda
Mikel Loinaz Balda (Andoain, 28 de març de 1967) és un exfutbolista basc, que ocupava la posició de davanter.

## Trajectòria[1]
Va destacar al modest conjunt de l'Azparren, d'on va ser captat per a la Reial Societat el 1986. A la 86/87 ja hi juga dos partits a primera divisió amb la Reial, però, l'any següent hi milita al filial, on marca 10 gols. A partir de 1988 forma part del planter donostiarra, però no passa de la suplència en cap moment. Hi destaca a la temporada 88/89, en la qual marca 8 gols en 19 partits.
Al'ombra de davanters com Kodro o Luis Pérez, a l'estiu de 1993 deixa definitivament la Reial Societat, després d'haver jugat només 48 partits en 7 temporades. Hi recala al Vila-real CF, per aquell temps a la Segona Divisió, on tampoc es fa amb la titularitat, tot i comptar amb més minuts.
Entre 1994 i 1997 forma part del planter de la SD Eibar. Al conjunt blaugrana alterna la titularitat amb la suplència, encara que és un dels màxims golejadors de l'equip. En estes tres temporades a Eibar, hi disputa 68 partits i marca 13 gols.
La temporada 97/98 marxa a la competició portuguesa per militar en el modest Leça FC, on hi roman dos anys. L'estiu de 1999 fitxa pel CE Sabadell, i a partir d'aquest moment, la seua carrera prossegueix per equips de Tercera Divisió: Ciudad de Murcia (2000), Ontinyent CF (2001) i Santa Eulària (02/04), on es retiraria.